# Archer
Archer er en amerikansk animeret tv-serie der blev skabt af Adam Reed, som blev sendt fra 2009-2023. Serien omhandler superagenten, Sterling Archer, og hans dysfunktionelle medagenter hos agentbureauet, ISIS.
Serien blev produceret i 10 sæsoner, og er blevet godt modtaget af både seere og kritikere. Den har modtaget en lang række nomineringer og priser.

## Priser og nomineringer
| År   | Pris                                    | Kategori                                                                           | Nomineret                                                                 | Resultat     |
| ---- | --------------------------------------- | ---------------------------------------------------------------------------------- | ------------------------------------------------------------------------- | ------------ |
| 2010 | Primetime Emmy Awards                   | Outstanding Voice-over Performance                                                 | H. Jon Benjamin                                                           | Nomineret    |
| 2010 | NewNowNext Awards                       | Best Show You're Not Watching                                                      | Archer                                                                    | Vundet       |
| 2011 | Annie Awards                            | Best General Audience Animated TV/Broadcast Production                             | Archer                                                                    | Nomineret    |
| 2011 | Critics' Choice Television Awards       | Best Comedy Series                                                                 | Archer                                                                    | Nomineret    |
| 2012 | Annie Awards                            | Best General Audience Animated TV/Broadcast Production                             | Archer                                                                    | Nomineret    |
| 2012 | Annie Awards                            | Character Design in a Television Production                                        | Chad Hurd                                                                 | Nomineret    |
| 2012 | Annie Awards                            | Voice Acting in a Television Production                                            | H. Jon Benjamin                                                           | Nomineret    |
| 2012 | Annie Awards                            | Voice Acting in a Television Production                                            | Judy Greer                                                                | Nomineret    |
| 2012 | Annie Awards                            | Voice Acting in a Television Production                                            | Jessica Walter                                                            | Nomineret    |
| 2012 | Comedy Awards                           | Best Animated Comedy Series                                                        | Archer                                                                    | Vundet       |
| 2012 | Critics' Choice Television Awards       | Best Animated Series                                                               | Archer                                                                    | Vundet       |
| 2013 | Annie Awards                            | Best General Audience Animated TV/Broadcast Production                             | Archer                                                                    | Nomineret    |
| 2013 | Annie Awards                            | Voice Acting in an Animated Television or Other Broadcast Venue Production         | Jessica Walter                                                            | Nomineret    |
| 2013 | Critics' Choice Television Awards       | Best Animated Series                                                               | Archer                                                                    | Vundet       |
| 2014 | Annie Awards                            | Best General Audience Animated TV/Broadcast Production                             | Archer                                                                    | Nomineret    |
| 2014 | Annie Awards                            | Outstanding Achievement in Storyboarding in an Animated TV/Broadcast Production    | Adam Ford, et al.                                                         | Nomineret    |
| 2014 | Critics' Choice Television Awards       | Best Animated Series                                                               | Archer                                                                    | Vundet       |
| 2014 | Primetime Emmy Awards                   | Outstanding Animated Program                                                       | For "Archer Vice: The Rules Of Extraction"                                | Nomineret    |
| 2014 | NAACP Image Awards                      | Outstanding Actress in a Comedy Series                                             | Aisha Tyler                                                               | Nomineret    |
| 2015 | Annie Awards                            | Best General Audience Animated TV/Broadcast Production                             | Archer                                                                    | Nomineret    |
| 2015 | Annie Awards                            | Outstanding Achievement in Directing in an Animated TV/Broadcast Production        | Bryan Fordney                                                             | Nomineret    |
| 2015 | Critics' Choice Television Awards       | Best Animated Series                                                               | Archer                                                                    | Vundet       |
| 2015 | Primetime Emmy Awards                   | Outstanding Animated Program                                                       | "Pocket Listing"                                                          | Nomineret    |
| 2015 | Primetime Emmy Awards                   | Outstanding Creative Achievement in Interactive Media – Multiplatform Storytelling | Mark Paterson & Tim Farrell for "Archer Scavenger Hunt"                   | Skabelon:Win |
| 2016 | Annie Awards                            | Outstanding Achievement in Directing in an Animated TV/Broadcast Production        | Bryan Fordney                                                             | Nomineret    |
| 2016 | Primetime Emmy Awards                   | Outstanding Animated Program                                                       | "The Figgis Agency"                                                       | Vundet       |
| 2016 | Primetime Emmy Awards                   | Outstanding Creative Achievement in Interactive Media – Multiplatform Storytelling | Mark Paterson, Tim Farrell, & Bryan Fordney for "Archer Scavenger Hunt 2" | Vundet       |
| 2017 | Primetime Emmy Awards                   | Outstanding Animated Program                                                       | "Archer Dreamland: No Good Deed"                                          | Nomineret    |
| 2018 | Annie Awards                            | Outstanding Achievement for Writing in an Animated Television/Broadcast Production | Adam Reed                                                                 | Nomineret    |
| 2018 | Critics' Choice Television Awards       | Best Animated Series                                                               | Archer                                                                    | Nomineret    |
| 2018 | Webby Awards                            | Best Use of Augmented Reality                                                      | Archer, P.I. App                                                          | Nomineret    |
| 2018 | Saturn Awards                           | Best Animated Series or Film on Television                                         | Archer                                                                    | Nomineret    |
| 2020 | Primetime Emmy Awards                   | Outstanding Individual Achievement in Animation                                    | "Road Trip"                                                               | Skabelon:Win |
| 2021 | Critics' Choice Super Awards            | Best Animated Series                                                               | Archer                                                                    | Nomineret    |
| 2021 | Critics' Choice Super Awards            | Best Voice Actor in an Animated Series                                             | H. Jon Benjamin                                                           | Nomineret    |
| 2021 | Critics' Choice Super Awards            | Best Voice Actress in an Animated Series                                           | Aisha Tyler                                                               | Nomineret    |
| 2021 | Critics' Choice Super Awards            | Best Voice Actress in an Animated Series                                           | Jessica Walter                                                            | Nomineret    |
| 2022 | Hollywood Critics Association TV Awards | Best Broadcast Network or Cable Animated Series or Television Movie                | Archer                                                                    | Nomineret    |
| 2022 | Primetime Creative Arts Emmy Awards     | Outstanding Character Voice-Over Performance                                       | Jessica Walter                                                            | Nomineret    |